# Аластер Макинтајер
Аластер Макинтајер (енгл. Alasdair MacIntyre; Глазгов, 12. јануар 1929 – 21 мај 2025) био је британски филозоф посебно значајан због доприноса филозофији морала и политичкој филозофији али су значајни и његови радови из области историје филозофије и теологије. Тренутно је истраживач у Центру за савремене аристотеловске студије у етици и политици и професор-емеритус филозофије на Универзитету Нотр Дам.
У својим раним радовима Макинтајер је био на фону марксистичке филозофије присутне у британским културним круговима у првој половини 50-их година али се убрзо окренуо проблемима филозофије религије и филозофске теологије. Овај период који се може сместити у средину 50-их године карактерише сарадња са истакнутим британским филозофом и заговорником атеистичке филозофије религије Ентонијем Флуом. Ипак, посебан филозофски стил Макинтајер је почео да негује тек од средине 60-их година када се заинтересовао за проблеме етике, филозофије морала и политичке филозофије. У једној од најзначајнијих својих књига Краткој историји етике (A short history of ethics: a history of moral philosophy from the Homeric age to the twentieth century) покушао је да истражи различите приступе етичким проблемима и да их систематизује. У својим каснијим радовима, под утицајем Аристотела и Томе Аквинског, Макинтајер је све више постајао заговорник етике врлине што је нарочито изражено у његовим радовима У потрази за врлином (After Virtue), Whose Justice? Which Rationality?, Three Rival Versions of Moral Enquiry. У неколико књига бавио се историјом римокатоличке филозофије (посебно животом и делом Едит Штајн).